# 全国高等学校野球選手権香川大会

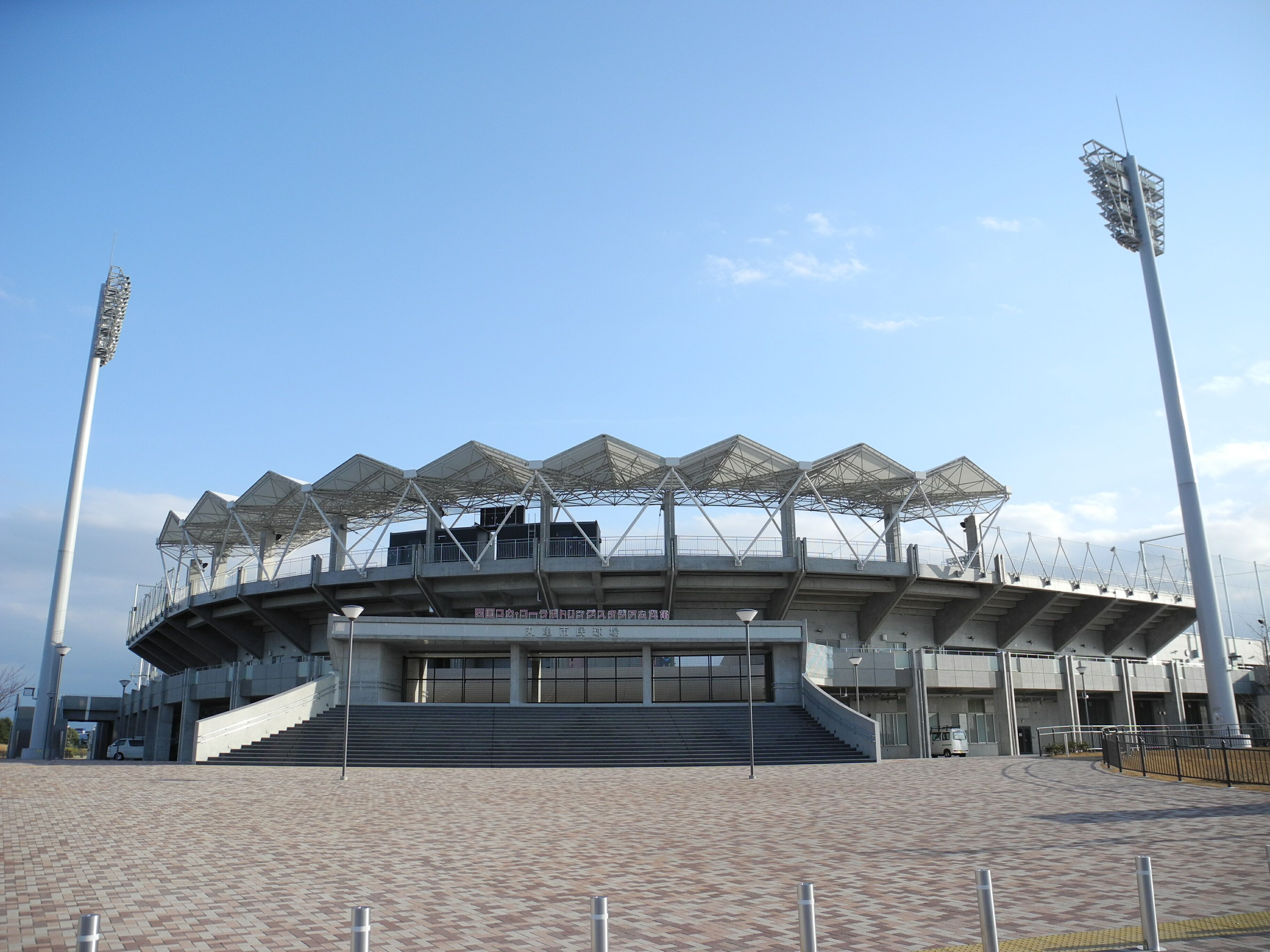
丸亀市民球場（丸亀市金倉町）

全国高等学校野球選手権香川大会（ぜんこくこうとうがっこうやきゅうせんしゅけんかがわたいかい）は、香川県で開催される全国高等学校野球選手権大会の地方大会。

## 沿革
- 1915年（第1回）：全国中等学校優勝野球大会の予選として四国大会が開始され香川県勢も参加。
- 1932年（第18回）：四国大会予選としての香川県予選開始。会場は高松球場（高松グラウンド）など。
- 1938年（第24回）：この年より屋島球場で開催。
- 1941年（第27回）：戦争の影響で開催中止。以後1945年まで中断。
- 1946年（第28回）：戦争終結により再開。この年のみ高松一中校庭で開催。
- 1947年（第29回）：この年より高松市立中央球場で開催。
- 1948年（第30回）：四国大会が廃止され香川・愛媛両県による北四国大会開始。
- 1976年（第58回）：北四国大会が廃止され香川大会として独立。香川県単独で優勝校1校が選手権大会へ出場できるようになる。
- 1981年（第63回）：高松市立中央球場での開催はこの年が最後となる。翌年より香川県営野球場で開催される。
- 2005年（第87回）：英明と高松中央が初出場し、参加校が史上最多の40校となる。両校は開幕戦で対戦。一方、廃校となる大川東はこの大会が最後の出場となる[1]。
- 2010年（第92回）：軟式部から移行した大手前高松が47年ぶりに出場。英明が香川県最速の創部6年目で初優勝。
- 2016年（第98回）：丸亀市民球場での開催により、大会初の複数の球場を使用。
- 2018年（第100回）：タイブレーク導入。
- 2020年（第102回）：新型コロナウイルス感染症流行により本大会と全ての地方大会が中止となった事に伴う香川県独自の代替大会として「令和2年度香川県高等学校野球大会」が7月23日から8月13日まで参加38校で開催された。

## 開催概要
トーナメント方式で実施され、シード校は春季香川大会ベスト4の4校。その年の選抜高等学校野球大会に出場した学校がある場合は、選抜出場校と春季香川大会3位校まで。選抜出場校が2校の場合は春季香川大会決勝戦進出の2校。
試合間隔は必ず中1日以上あけるため、連戦にならない日程となっている。

## 使用球場
- 香川県営野球場（レクザムスタジアム）：1回戦 - 決勝
- 丸亀市民球場（レクザムボールパーク丸亀）：1回戦 - 準々決勝

## 大会結果

### 1県1代表以前

#### 中等学校時代
1915年に全国中等学校優勝野球大会の開催が決定されると、その四国予選の開催が決定したが、この頃はまだ香川県予選は無かった。県予選導入前の四国大会出場経験校は次のとおり（太字は第1回四国大会出場校）。
- 高松中（現：高松）
- 香川商（現：高松商）
- 大川中（現：三本松）
- 丸亀中（現：丸亀）
- 三豊中（現：観音寺一）
- 香川県師範学校（現：香川大学教育学部）
- 坂出商
- 志度商（現：志度）
- 小豆島中（現：小豆島中央）
- 丸亀商（現：丸亀城西）
- 観音寺商（現：観音寺総合）

第18回大会（1932年）より香川県予選大会が開始され、上位校が四国大会にすることとなった。初期の香川県予選は東讃、西讃に分かれてのリーグ戦方式、二次予選（敗者復活戦）の導入など毎年のように大会方式が変更されていた。開催球場は初期は高松球場、屋島球場。戦後1946年の復活大会は戦災を免れていた高松一中の校庭。中等学校時代最後の1947年大会から高松市立中央球場で開催。
| 大会（年度）         | 校数               | 1位                | 決勝戦             | 2位                | 備考                                                                               |
| -------------------- | ------------------ | ------------------ | ------------------ | ------------------ | ---------------------------------------------------------------------------------- |
| 第18回大会（1932年） | 12                 | 高松商 坂出商      | --                 |                    | 東讃（7校）、西讃（5校）に分かれてのリーグ戦。 上位5校（東3、西2）が四国大会に出場 |
| 第19回大会（1933年） |                    | 高松商             | --                 | 坂出商             | 東讃、西讃予選上位によるリーグ戦 この年より上位2校が四国大会出場                   |
| 第20回大会（1934年） |                    | 高松中             | --                 | 高松商             | トーナメント方式 2位は二次予選（敗者復活戦）で決定                                 |
| 第21回大会（1935年） |                    | 丸亀中             | --                 | 高松商             | 前年と同方式                                                                       |
| 第22回大会（1936年） |                    | 高松商             | 6 - 0              | 高松中             | 二次予選廃止                                                                       |
| 第23回大会（1937年） |                    | 高松商 高松中      | 6 - 6              | --                 | 決勝戦は降雨コールドによる引き分け                                                 |
| 第24回大会（1938年） |                    | 志度商             | 1 - 0              | 坂出商             |                                                                                    |
| 第25回大会（1939年） |                    | 高松商             | 3 - 2              | 志度商             |                                                                                    |
| 第26回大会（1940年） |                    | 高松中             | 4 - 1              | 坂出商             |                                                                                    |
| 第27回大会（1941年） | （中止）           | （中止）           | （中止）           | （中止）           | （中止）                                                                           |
| 1942年 - 1945年      | （戦争のため中断） | （戦争のため中断） | （戦争のため中断） | （戦争のため中断） | （戦争のため中断）                                                                 |
| 第28回大会（1946年） | 8                  | 高松中             | 9 - 3              | 高松商             | 上位1校が四国大会出場                                                              |
| 第29回大会（1947年） | 17                 | 志度商             | 7 - 4              | 高松一中           | 高松中央球場で開催                                                                 |

#### 学制改革後
学制改革により新制高等学校が発足した1948年に四国地区は香川・愛媛による北四国と、徳島・高知による南四国の2つの地区に分割された。香川大会で上位に入った高校は「北四国大会」へ出場し、愛媛代表の高校と北四国代表1枠を争うこととなった。ただし、第40回大会以降の5年ごとの記念大会では1県1代表となり、香川大会優勝校が選手権大会の出場権を得ていた。
| 大会（年度）         | 校数 | 1位             | 決勝戦 | 2位      | 備考                    |
| -------------------- | ---- | --------------- | ------ | -------- | ----------------------- |
| 第30回大会（1948年） | 21   | 高松            | 5 - 4  | 丸亀     | 上位2校が北四国大会出場 |
| 第31回大会（1949年） |      | 高松一          | 6 - 1  | 丸亀一   | 〃                      |
| 第32回大会（1950年） |      | 高松商          | 16 - 4 | 高松     | 〃                      |
| 第33回大会（1951年） |      | 高松一          | 6 - 2  | 高松商   | 〃                      |
| 第34回大会（1952年） |      | 琴平            | 4 - 2  | 高松一   | 〃                      |
| 第35回大会（1953年） |      | 高松商          | 7 - 6  | 志度商   | 〃                      |
| 第36回大会（1954年） |      | 高松商          | 7 - 2  | 高松     | 〃                      |
| 第37回大会（1955年） |      | 高松商          | 5 - 1  | 坂出商   | 〃                      |
| 第38回大会（1956年） | 28   | 高松商          | 2 - 0  | 観音寺一 | 〃                      |
| 第39回大会（1957年） | 28   | 坂出商          | 6 - 0  | 高松一   | 〃                      |
| 第40回大会（1958年） | 29   | 高松商          | 2 - 0  | 高松一   | 高松商が全国大会出場    |
| 第41回大会（1959年） | 28   | 高松商          | 2 - 1  | 坂出商   | 上位1校が北四国大会出場 |
| 第42回大会（1960年） | 29   | 多度津工 高松一 | なし   |          | 上位2校が北四国大会出場 |
| 第43回大会（1961年） | 29   | 多度津工 高松一 | なし   |          | 〃                      |
| 第44回大会（1962年） | 29   | 高松商 高松     | なし   |          | 〃                      |
| 第45回大会（1963年） | 30   | 丸亀商          | 5 - 4  | 丸亀     | 丸亀商が全国大会出場    |
| 第46回大会（1964年） | 29   | 高松 高松商     | なし   |          | 上位2校が北四国大会出場 |
| 第47回大会（1965年） | 29   | 高松商 土庄     | なし   |          | 〃                      |
| 第48回大会（1966年） | 29   | 高松一 高松商   | なし   |          | 〃                      |
| 第49回大会（1967年） | 30   | 高松商 坂出工   | なし   |          | 〃                      |
| 第50回大会（1968年） | 30   | 高松商          | 8 - 3  | 丸亀商   | 高松商が全国大会出場    |
| 第51回大会（1969年） | 30   | 高松商 丸亀商   | なし   |          | 上位2校が北四国大会出場 |
| 第52回大会（1970年） | 28   | 高松商 坂出商   | なし   |          | 〃                      |
| 第53回大会（1971年） | 29   | 高松一 坂出商   | なし   |          | 〃                      |
| 第54回大会（1972年） | 29   | 高松一 高松商   | なし   |          | 〃                      |
| 第55回大会（1973年） | 29   | 高松商          | 4 - 1  | 坂出商   | 高松商が全国大会出場    |
| 第56回大会（1974年） | 29   | 丸亀商 高松商   | なし   |          | 上位2校が北四国大会出場 |
| 第57回大会（1975年） | 32   | 高松商 志度商   | なし   |          | 〃                      |

### 1県1代表後
| 大会（年度）          | 校数 | 優勝校     | 決勝スコア | 準優勝校   | 備考     |
| --------------------- | ---- | ---------- | ---------- | ---------- | -------- |
| 第58回大会（1976年）  | 32   | 高松商     | 15 - 2     | 高松一     |          |
| 第59回大会（1977年）  | 33   | 高松商     | 11 - 1     | 多度津工   |          |
| 第60回大会（1978年）  | 33   | 高松商     | 6 - 5      | 志度商     |          |
| 第61回大会（1979年）  | 33   | 高松商     | 2 - 0      | 高松南     | 延長10回 |
| 第62回大会（1980年）  | 33   | 高松商     | 1x - 0     | 三本松     | 延長11回 |
| 第63回大会（1981年）  | 33   | 志度商     | 2 - 0      | 高松一     |          |
| 第64回大会（1982年）  | 33   | 坂出商     | 5 - 0      | 三本松     |          |
| 第65回大会（1983年）  | 34   | 高松商     | 4 - 3      | 高松南     |          |
| 第66回大会（1984年）  | 33   | 三本松     | 3 - 2      | 坂出商     |          |
| 第67回大会（1985年）  | 33   | 志度商     | 3 - 0      | 三本松     |          |
| 第68回大会（1986年）  | 34   | 尽誠学園   | 4 - 3      | 丸亀商     |          |
| 第69回大会（1987年）  | 35   | 尽誠学園   | 6 - 2      | 丸亀商     |          |
| 第70回大会（1988年）  | 35   | 坂出商     | 3 - 2      | 三本松     |          |
| 第71回大会（1989年）  | 35   | 尽誠学園   | 3 - 0      | 坂出商     |          |
| 第72回大会（1990年）  | 35   | 丸亀       | 4 - 1      | 高松西     |          |
| 第73回大会（1991年）  | 35   | 坂出商     | 4 - 2      | 寒川       |          |
| 第74回大会（1992年）  | 35   | 尽誠学園   | 9 - 0      | 丸亀商     |          |
| 第75回大会（1993年）  | 35   | 三本松     | 2 - 1      | 丸亀       |          |
| 第76回大会（1994年）  | 35   | 坂出商     | 4 - 1      | 尽誠学園   |          |
| 第77回大会（1995年）  | 36   | 観音寺中央 | 4 - 2      | 高松商     |          |
| 第78回大会（1996年）  | 36   | 高松商     | 5 - 3      | 尽誠学園   |          |
| 第79回大会（1997年）  | 37   | 丸亀城西   | 11 - 8     | 高松西     |          |
| 第80回大会（1998年）  | 37   | 尽誠学園   | 8 - 5      | 三本松     |          |
| 第81回大会（1999年）  | 37   | 尽誠学園   | 5 - 1      | 丸亀       |          |
| 第82回大会（2000年）  | 38   | 丸亀       | 7 - 6      | 高松北     |          |
| 第83回大会（2001年）  | 38   | 尽誠学園   | 8 - 5      | 三本松     |          |
| 第84回大会（2002年）  | 38   | 尽誠学園   | 6 - 3      | 観音寺中央 |          |
| 第85回大会（2003年）  | 38   | 香川西     | 6 - 5      | 高松南     | 延長11回 |
| 第86回大会（2004年）  | 38   | 尽誠学園   | 16 - 4     | 高松一     |          |
| 第87回大会（2005年）  | 40   | 丸亀城西   | 5 - 3      | 寒川       | 延長11回 |
| 第88回大会（2006年）  | 39   | 香川西     | 5 - 2      | 寒川       |          |
| 第89回大会（2007年）  | 39   | 尽誠学園   | 2 - 1      | 高松商     |          |
| 第90回大会（2008年）  | 39   | 香川西     | 3 - 1      | 高松商     |          |
| 第91回大会（2009年）  | 39   | 寒川       | 8 - 4      | 高松商     |          |
| 第92回大会（2010年）  | 40   | 英明       | 17 - 0     | 観音寺中央 |          |
| 第93回大会（2011年）  | 40   | 英明       | 8 - 0      | 丸亀       |          |
| 第94回大会（2012年）  | 40   | 香川西     | 3 - 2      | 丸亀       |          |
| 第95回大会（2013年）  | 40   | 丸亀       | 8 - 1      | 尽誠学園   |          |
| 第96回大会（2014年）  | 40   | 坂出商     | 5 - 3      | 大手前高松 |          |
| 第97回大会（2015年）  | 40   | 寒川       | 20 - 4     | 丸亀城西   |          |
| 第98回大会（2016年）  | 40   | 尽誠学園   | 5 - 1      | 高松商     |          |
| 第99回大会（2017年）  | 38   | 三本松     | 7 - 1      | 丸亀城西   |          |
| 第100回大会（2018年） | 38   | 丸亀城西   | 9 - 4      | 高松       |          |
| 第101回大会（2019年） | 38   | 高松商     | 2x - 1     | 英明       |          |
| 独自大会（2020年）    | 38   | 尽誠学園   | 5 - 0      | 高松商     |          |
| 第103回大会（2021年） | 38   | 高松商     | 6 - 5      | 英明       |          |
| 第104回大会（2022年） | 38   | 高松商     | 6 - 4      | 英明       |          |
| 第105回大会（2023年） | 38   | 英明       | 13 - 5     | 志度       |          |
| 第106回大会（2024年） | 36   | 英明       | 4 - 3      | 高松商     |          |
| 第107回大会（2025年） | 36   | 尽誠学園   | 6 - 2      | 英明       |          |

- 校数は複数校で構成される連合チームを1校とする

## 放送
- NHK高松放送局（テレビ、ラジオとも準決勝・決勝を放送）
- KSB瀬戸内海放送（準決勝・決勝を放送）
- ケーブルメディア四国・香川テレビ放送網・中讃テレビ（1回戦から準々決勝までの全試合を放送）
- 三豊ケーブルテレビ放送（1回戦から準々決勝まで三豊市と観音寺市の高校の試合を放送）
- 西日本放送ラジオ（準決勝・決勝を放送）

「バーチャル高校野球」ではケーブルテレビ・KSB制作の映像を配信する。